# Ich war noch niemals in New York
 (mars 2023).
Si vous disposez d'ouvrages ou d'articles de référence ou si vous connaissez des sites web de qualité traitant du thème abordé ici, merci de compléter l'article en donnant les références utiles à sa vérifiabilité et en les liant à la section « Notes et références ».
Ich war noch niemals in New York (en français, Je ne suis jamais allé à New York) est une chanson sortie en 1982, composée et interprétée en premier par Udo Jürgens. La chanson a de nombreuses reprises, notamment Sportfreunde Stiller en 2009.

## Histoire
La chanson est publiée en 1982 par Ariola en Allemagne en tant que face B de la sortie du single d'Udo Jürgens Das wünsch' ich dir, ainsi que sur son album studio Silberstreifen.
Le 15 janvier 2001, la chanson est publiée comme single principal. En Allemagne, la chanson se classe à la 53e place et pendant un total de 10 semaines, dans les charts en Autriche, la chanson est à la 58e place et en Suisse, elle se classe à la 48e place et pendant un total de 3 semaines.

## Liste des pistes
45 tours
1. Das wünsch’ ich dir (4:17)
2. Ich war noch niemals in New York (4:26)

## Source de la traduction
- (de) Cet article est partiellement ou en totalité issu de l’article de Wikipédia en allemand intitulé « Ich war noch niemals in New York » (voir la liste des auteurs).